# Belauntza
Belauntza település Spanyolországban, Gipuzkoa tartományban. Belauntza Elduain, Gaztelu, Leaburu, Ibarra, Berrobi és Berastegi községekkel határos. Lakosainak száma 288 fő (2024).

## Népesség
A település lakosságának változását az alábbi diagram mutatja:
| Lakosok száma | 306  | 296  | 307  | 292  | 287  | 260  | 241  | 241  | 253  | 288  |
|               | 2001 | 2004 | 2006 | 2009 | 2011 | 2014 | 2016 | 2019 | 2021 | 2024 |